# Parnaoz Chikviladze
Parnaoz Chikviladze (en georgiano: ფარნაოზ ჩიკვილაძე; 14 de abril de 1941-14 de junio de 1966) fue un deportista soviético que compitió en judo.
Participó en los Juegos Olímpicos de Tokio 1964, obteniendo una medalla de bronce en la categoría de +80 kg. Ganó cuatro medallas en el Campeonato Europeo de Judo entre los años 1964 y 1966.

## Palmarés internacional
| Juegos Olímpicos   | Juegos Olímpicos        | Juegos Olímpicos  | Juegos Olímpicos |
| Año                | Lugar                   | Medalla           | Categoría        |
| ------------------ | ----------------------- | ----------------- | ---------------- |
| 1964               | Tokio (Japón)           | Medalla de bronce | +80 kg           |
| Campeonato Europeo |                         |                   |                  |
| Año                | Lugar                   | Medalla           | Categoría        |
| 1964               | Berlín Oriental (RDA)   | Medalla de plata  | +80 kg (A)       |
| 1965               | Madrid (España)         | Medalla de plata  | +93 kg (A)       |
| 1965               | Madrid (España)         | Medalla de oro    | +93 kg           |
| 1966               | Luxemburgo (Luxemburgo) | Medalla de plata  | +93 kg           |